# Gregorio Sancho Pradilla
Gregorio Sancho Pradilla (24 de desembre de 1874, Husillos - 1926, Madrid) fou un erudit i religiós espanyol.
Després de cursar el batxillerat a l'Institut d'Ensenyament Media de Palència, graduant-s'hi el 1888, ingressà al Seminari Conciliar de Palència, on inicià els estudis filosòfics i teològics que conclogué al Seminari de Salamanca amb el grau en doctor en Sagrada Escriptura, quan ja l'any anterior havia obtingut la llicenciatura en filosofia en aquesta universitat.
Des de la seva ordenació sacerdotal el setembre del 1897, ocupà diverses càtedres al Seminari de Palència fins al 1906 en què passà a Madrid, com a professor del seu Seminari Conciliar, activitats docents que compartí des del 1908 amb el càrrec de canonge lectoral a la catedral de Madrid.

## Obres
- Estudio crítico sobre el Marqués de Santillana
- Influencia del Marqués de Santillana en la literatura española (1905)
- “Monumentos Histórico-Artísticos Palentinos. La abadía de Husillos”, BSCE (1912), pp. 293-301